# 香港高等法院原訟法庭
香港特別行政區高等法院原訟法庭（英語：Court of First Instance of the High Court of the Hong Kong Special Administrative Region；案号代码HC），簡稱原訟法庭或原訟庭（英語：Court of First Instance），是香港特別行政區高等法院組成部份之一，前身是香港高等法院（英語：The High Court of Justice of Hong Kong）。
原訟法庭是香港最高級的原訟法院，對民事和刑事案件均有無限的司法管轄權，因此原訟法庭審理一般最嚴重的罪行例如謀殺、誤殺、強姦、持械行劫、販運大量毒品或危險藥物、綁架、複雜的商業詐騙及香港國安法罪行等。除有關中華人民共和國的國防和外交等國家行為外，原訟法庭可聆訊香港任何的刑事訴訟。至於民事索償方面，只會聆訊金額不少於港幣一百萬元的案件；該庭亦處理來自各區的裁判法院、小額錢債審裁處、淫褻物品審裁處、勞資審裁處和小額薪酬索償仲裁處的上訴案件。

## 審訊
1. 原訟法庭訴訟的任何一方若為有限公司，除非獲得法庭特別許可，否則必須聘請律師代表進行訴訟。
2. 案件會在高等法院會編排審訊日期，並書面通知各方出庭日期。主審法官通常會在審訊前6個星期舉行覆核，檢討案件審訊準備工作及給予有關審訊的指令。
3. 於案件審訊當日，高等法院地下大堂的告示板會顯示有關案件審訊之法庭。
4. 在審訊中，法官會聆聽證人的證供及訴訟各方的陳詞，如需要其他資料及證據，法官或會把案件押後至另一日期繼續審訊。
5. 審訊完結時，法官可於當天宣告判決，或於稍後的日期宣讀或發下判決書。

### 民事訴訟
原告人在原訟法庭開始民事訴訟，可以選擇以下其中的一種方式：
- 傳訊令狀（英語：Writ of Summons）
- 原訟傳票（英語：Originating Summons）
- 原訟動議通知書（英語：Notice of originating motion）或呈請書（英語：Petition）

如案中各方願意和解，法官會按照和解協議作出法庭命令。如雙方在審訊開始前達成和解協議，則可以把一份終止訴訟通知書送交法院存檔，或把一份列出協議條款的同意令送交法院存檔。

### 刑事審訊
刑事案件大部份在裁判法院完成初級偵訊後移交原訟法庭，而由律政司負責進行檢控工作。
在刑事審訊中，原訟法庭法官與7人陪審團一起審理案件；經法官頒令，陪審團的成員數目可增至9人。

### 使用語言
審訊可採用中文（粵語）或英文進行。某一方如要求採用中文，應在排期法官編定審訊日期時提出。如申請獲准，法庭會安排一名雙語法官審理該案，惟排期法官有權准許或拒絕申請。

## 裁決
被告人如不服裁判官的決定，可在裁判官作出有關決定後14天內向原訟法庭提出上訴，經判定是否接納上訴後，由上訴法庭接受該案件。

## 法官
截至2022年5月1日，以下為高等法院原訟法庭法官名單：
| 高等法院原訟法庭法官     | 高等法院原訟法庭法官 | 高等法院原訟法庭法官 | 高等法院原訟法庭法官 |
| ------------------------ | -------------------- | -------------------- | -------------------- |
| 馮驊法官，GBS            | 張慧玲法官           | 夏利士法官           | 歐陽桂如法官         |
| 杜麗冰法官               | 陳慶偉法官           | 陳美蘭法官           | 陳健強法官           |
| 吳嘉輝法官               | 朱珮瑩法官           | 陸啟康法官           | 邱智立法官           |
| 黃崇厚法官               | 金貝理法官           | 李素蘭法官           | 陳嘉信法官           |
| 黃國瑛法官               | 潘兆童法官           | 吳美玲法官           | 李運騰法官           |
| 高浩文法官               | 楊家雄法官           | 陳靜芬法官           | 陳仲衡法官           |
| 黎婉姫法官               | 鄭蕙心法官           |                      |                      |
| 高等法院原訟法庭特委法官 |                      |                      |                      |
| 譚允芝女士，SBS，SC，JP  | 黃繼明先生，SC       | 馮庭碩先生，SC       | 萬崇理先生，SC       |
| 許紹鼎先生，SC           | 薜日華女士，SC       | 林欣琪女士，SC       | 王鳴峰先生，SC       |
| 杜淦堃先生，SC           | 許偉強先生，SC       | 毛樂禮先生，SC       | 陳樂信先生，SC       |
| 鮑進龍先生，SC           | 黃佩琪女士，SC       | 陳政龍先生，SC       |                      |